# 徐問
徐問（1480年4月23日—1550年），字用中，號養齋，直隸常州府武進縣（今江蘇省常州市）人，軍籍。明朝政治人物，同進士出身。

## 生平
弘治十四年（1501年）辛酉科應天府鄉試第一百六名舉人。弘治十五年（1502年）聯捷壬戌科會試第二百三十三名，三甲第三十八名進士，授廣平府推官。升刑部主事，歷兵部主事，出任登州府知府，逮捕地濱海盜。后調任臨江府知府，修築壞堤七十二坐。嘉靖二年十一月丁母陶安人憂去职。之後轉任長蘆鹽運使。历福建布政司左参政，八年五月升广西右布政使，后升廣東左布政使。嘉靖十一年（1532年）四月因治行卓異，拜都察院右副都御史、巡撫貴州地方兼赞理军务，平定獨山民亂。十三年二月升兵部右侍郎，十四年二月因病辭職歸鄉。嘉靖二十一年（1542年）十二月召為南京禮部右侍郎，二十四年三月升任南京戶部尚書，十一月再次借病辭退，二十九年正月死於家中。隆慶初年（1567年）諡莊裕。

## 家族
曾祖徐士能；祖父徐毅；父徐玉，建安县训导，封刑部主事；母陶氏（1455-1523年），封安人。兄徐學，早卒；弟徐思、徐辨。

## 延伸阅读
[在维基数据编辑]
 《國朝獻徵錄·卷之三十一》，出自焦竑《國朝獻徵錄》
 《明史卷二百〇一》，出自《明史》